# Anorexie nervoasă

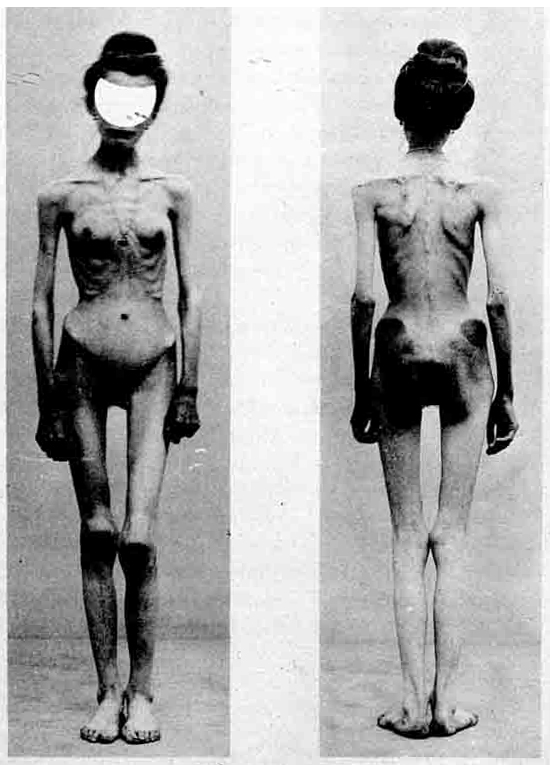
Caz de anorexie (1900)

Anorexia nervoasă (lat. anorexia nervosa) este o tulburare psihică din categoria tulburărilor alimentare, caracterizată printr-o reducere anormală a greutății corpului și printr-o deformare a imaginii propriului corp cu teama prevalentă, persistentă, de îngrășare.

## Etimologie
Termenul anorexia își are originea în greaca veche: an (αν- sau α -lipsa de, "α privativ" ), și órexis (óρεξις) = dor, poftă, apetit (de la verbul "orégo" ορεγω = a întinde, a oferi cuiva, a tinde spre) (există și în greaca modernă: orexi - óρεξι = poftă).

## Manifestări
Persoanele care suferă de anorexie nervoasă își limitează greutatea corpului prin abținerea voluntară îndelungată de la hrană (înfometare sau post voluntar) (anorexia nervoasă de tip restrictiv) și prin alte metode - ca de pildă abuzul de purgative, clisme și diuretice, folosirea de substanțe anorexigene, și excesul de exerciții fizice (anorexia nervoasă de tip eliminator, purgativ).
Boala afectează mai ales tinerele adolescente, însă 10 % din cazuri apar la tineri de sex masculin. Anorexia nervoasă este o tulburare psiho - somatică sau psiho - fiziologică complexă, implicând componente psihologice, neuro-biologice și socio-culturale.
Bolnavul de anorexie nervoasă e numit de obicei „anorectic”, deși termenul simplu de anorexie (fără adaosul "nervoasă") este de fapt sinonim cu „inapetență”, adică lipsa de apetit, lipsa de poftă de mâncare.
Bolnavul de anorexie nervoasă nu e lipsit neapărat de poftă de mâncare, mănâncă intenționat foarte puțin.
„Anorexice” sau „anorexigene” sunt denumite substanțele care taie pofta de mâncare, care suprimă apetitul, folosite uneori în tratamentul obezității.
În mass media, dar și în literatura științifică termenul „anorexie nervoasă” este prescurtat de obicei sub forma „anorexie”.
Anorexia nervoasă are un risc crescut de mortalitate - până la 10%.

## Istoric
Anorexia nervoasă a fost descrisă prima dată în 1694 de către Richard Morton (1637 - 1698), medicul regelui James al II-lea al Angliei, în tratatul său despre ceea ce numea el „atrofia nervoasă” (nervous atrophy), în care a semnalat între altele și apariția „amenoreei”, precum și asocierea cu un comportament hiperactiv.
Morton a descris cazul unei fete de 18 ani, fără poftă de mâncare și într-atât de emaciată încât rămăsese doar „piele și oase” (skeleton only clad with skin). Pierduse ciclul menstrual și studia zi și noapte fără semne de oboseală.
Morton nu găsise alte semne de patologie fizică și gândea că boala se datora unei stări anormale a „spiritelor animale” și slăbirii tonusului nervilor. El presupunea că pasiunile violente ale sufletului au deranjat spiritele animale ale acestei fete, trimițând prea mult sânge la creier. De asemenea credea că, poate, și schimbări în climă - nopțile foarte reci din anul 1684 - au contribuit la apariția bolii.
Terapia pe care a propus-o - plasturi pe stomac, săruri de amoniu, doctorii amare (chalybeats) conținând săruri de fier - nu au ajutat și pacienta a decedat după câteva luni.
În 1859 Louis Victor Marce descrie și el un caz de anorexie nervoasă. 
În 1861 psihiatrul britanic Forbes Benignus Winslow, în cartea sa Boli obscure ale creierului și ale sufletului a descris așa-numita boală a „refuzului de a mânca” (refusal of food), dar cazurile descrise de el par să fi avut psihoze coexistente (schizofrenie sau alte boli psihotice), unde starvația voluntară se datora unor deliruri de otrăvire sau unor halucinații imperative - adică auzirii unor porunci imaginare.
În 1868 Sir William Wilthey Gull a dedicat și el bolii un tratat și i-a dat numele folosit până astăzi, de anorexia nervoasă. În diagnosticul diferențial el a menționat tuberculoza, tulburări mezenterice, și a susținut că în acest caz e vorba de o „apepsie isterica” (hysteric apepsia). 
Francezul Ernest Charles Lasègue a descris o triadă caracteristică, după opinia lui, acestei boli, pe care a denumit-o anorexie isterică: post, amenoree și hiperactivitate. După cum se vede, amândoi, Gull și Lasègue au fost convinși de existența unor cauze psihice și au legat această boală de isterie.
În 1914 Morris Simmonds din Germania, pe baza unor date anatomo-patologice într-un caz de emaciere extremă a unei tinere, lansează ipoteza endocrină - cea a unei insuficiențe hipofizare - cachexia hypophyseopriva sau sindromul Simmonds - numai că ipoteza aceasta conduce pe terapeuți într-o direcție greșită.
Asociația Americană de Psihiatrie în manualul ei diagnostic DSM III, precum și psihiatrul Paul Gurfinkel, antropologul David Gamer de la Toronto și John Feigner de la St Louis în SUA (mai restrictiv) au definit criterii mai precise de diagnostic ale anorexiei nervoase.
Katherine Halmi a descris diverse aspecte psihologice ale pacientelor cu anorexie, ca de exemplu surprinzătorul interes pentru rețete culinare și pentru gătit celorlalți membri ai familiei (o „obsesie pentru mâncare”) paralel cu abținerea severă de la mâncare.
Psihanaliști au emis ipoteze diverse despre originile restricției voluntare a alimentării la bolnavele de anorexie, dorința inconștientă de a fi impregnate (a induce sarcina) prin însămânțare orală, urmate de sentimente de vinovăție care determină abținerea de la alimentare.
Secolul al XX-lea, mai ales în a doua jumătate a lui, a cunoscut o creștere a incidenței tulburărilor de alimentare, inclusiv a anorexiei nervoase. Creșterea a fost confirmată de studii în SUA și în Europa de vest, de pildă, în Elveția (Willi și Grossman 1983). În etiologie au fost implicați factori culturali ca noile standarde de frumusețe feminină impuse în diverse societăți vestice, dar și factori traumatici ca de exemplu abuzurile sexuale suferite în copilărie.
Dintre psihiatrii și psihoterapeuții care s-au ocupat în mod deosebit cu studiul tulburărilor de alimentare, inclusiv al anorexiei nervoase, se pot menționa psihanalista americană de origine germană Hilde Bruch, terapeutul comportamental W. Stewart Agras, terapeuta cognitivă Katherine A. Halmi de la New York, Christopher Fairburn de la Londra, psihanalistul francez Philippe Jeammet.

## Diagnosticul și tabloul clinic
Criteriile cele mai utilizate la diagnosticarea anorexiei sunt cele ale clasificării DSM - IV - TR (Manualul Diagnostic și Statistic al Tulburărilor Psihice) a Asociației Americane de Psihiatrie și clasificarea ICD - 10 (clasificarea statistică internațională a bolilor și problemelor legate de sănătate) a Organizației Mondiale a Sănătății.
Deși teste biologice pot ajuta la diagnosticul de anorexie, diagnosticul se bazează pe o combinație de comportamente, de credințe și experiențe relatate, precum și caracteristici fizice ale pacientului. Anorexia nervoasă este de obicei diagnosticată de psihologi clinici, psihiatri sau alți clinicieni cu calificarea necesară. De reținut că criteriile diagnostice au menirea de a ajuta pe clinicieni și nu de a fi reprezentative pentru ceea ce pacientul individual simte sau trăiește în cursul bolii.
Criteriile diagnostice pentru anorexia nervoasă pot fi găsite în întregime la aici, iar cele ale DSM - IV - TR pot fi găsite la aici.
Criteriile DSM - IV :
1. Refuzul de a menține greutatea corpului la nivelul sau deasupra greutății minime considerate normală pentru o anumită vârstă și înălțime (ex. pierderea ponderală ducând la menținerea unei greutăți corporale sub 85 % din greutatea optimă) sau incapacitatea de a realiza creșterea ponderală optimă în cursul perioadei de creștere, ducând la o greutate a corpului sub 85% din ponderea optimă.
2. Teama intensă de a crește în greutate sau de a se îngrășa (de a deveni supraponderal sau obez).
3. Tulburare în modul de a percepe greutatea și forma corpului, influența exagerată a greutății și a formei corpului asupra auto-evaluării, sau negarea gradului sever de slăbire.
4. La femeile postmenarheale, premenopauzale (femei care au trecut de vârsta menarhei, dar nu au ajuns la menopauză), amenoreea (absența a cel puțin trei cicluri menstruale succesive).
5. sau alte tulburări de alimentație.

DSM - IV - TR specifică două tipuri de anorexie nervoasă: 
- Tipul restrictiv: în timpul episodului curent de anorexie nervoasă, persoana nu a avut comportamente regulate de accese de mâncare rapidă sau de eliminare sau purgație (adică de vărsături auto-provocate, de exerciții fizice exagerate sau abuz de laxative, diuretice sau clisme).
- Tipul cu accese de mâncare rapidă sau tipul eliminator: în cursul episodului curent de anorexie nervoasă, persoana s-a angajat în mod regulat în comportamente ca accese de mâncare rapidă sau comportamente de eliminare (vărsături auto-provocate, exerciții fizice exagerate sau abuzul de laxative, diuretice sau clisme).

Criteriile ICD-10 sunt similare, dar în plus fac mențiunea unor: 
1. moduri prin care pacienții induc scăderea în greutate sau își mențin starea subponderală (evitarea alimentelor care îngrașă, vărsături auto-provocate, purgații auto-provocate, exerciții fizice excesive, uz excesiv de substanțe anorexice sau diuretice);
2. trăsături fiziologice, inclusiv o „tulburare endocrină răspândită în axa hipotalamo-hipofizo-gonadică, care se manifestă la femei prin amenoree și la bărbați prin pierderea interesului sexual și a potenței. De asemenea pot exista valori crescute ale GH (hormonul de creștere - somatotrop), ale cortizolului, schimbări în metabolismul periferic al hormonilor tiroidieni și anomalii ale secreției de insulină”, iar dacă debutul bolii este înainte de pubertate, întârziere sau oprire în dezvoltare.

## Factori etiologici
Este clar ca nu există o singură cauză a acestei boli. Etiologia ei este pluricauzală:
1. cauze sociale
2. cauze psihologice
3. cauze biologice

Cercetările actuale se concentrează asupra explicării factorilor cauzali existenți și căutarea altora noi. Însă este important să se aprecieze care este ponderea fiecărui factor în etiologia anorexiei nervoase. S-a apreciat ca importantă contribuția presiunii sociale prin intermediul mass media exercitată asupra femeilor de a fi slabe.

### Factori biologici

#### Factori genetici
Studii pe familii și pe gemeni au sugerat că factorii genetici contribuie cu 50 % la dezvoltarea tulburării de alimentare. iar anorexia împărtășește un risc genetic cu depresia clinică. Aceste date sugerează că gene care influențează în același timp reglarea alimentației, cât și personalitatea și emoțiile, pot reprezenta factori etiologici importanți.
Pentru testarea ipotezelor legate de efectele unor gene asupra unui comportament anumit s-au creat mai multe modele de anorexie - implicând supunerea animalelor la diferite stresuri externe, sau folosirea unor șoareci transgenici gene knockout. Aceste modele au sugerat rolul etiologic al axei hipotalamo-hipofizo-suprarenală. Modelele acestea au fost însă criticate pentru faptul că alimentația este limitată de către experimentator și nu de animal însuși, și că nu pot lua în considerare factorii culturali cunoscuți ca implicați în dezvoltarea bolii.

#### Factori neurobiologici
S-au găsit corelații strânse între neurotransmițătorul serotonina și diferite fenomene psihologice ca starea de dispoziție, somnul, vomitarea, pofta de mâncare și funcția sexuală. O recentă trecere în revistă a literaturii științifice a sugerat ca anorexia nervoasă este legată de o perturbare a sistemului serotoninic. mai cu seamă în ariile din creier conținând 5HT1A receptor - sistem legat mai ales de anxietate, starea de dispoziție și controlul impulsurilor. Starvația, se presupune a fi un răspuns la aceste efecte, ca și la reducerea nivelului triptofanului și la metabolismul hormonilor steroizi, care la rândul lor pot reduce nivelul serotoninei în aceste arii critice și, în consecință să protejeze de anxietate. Din contră, studiile receptorilor 5HT2A serotonină, (implicați în regulația alimentației, a stării de dispoziție și a anxietății) sugerează ca activitatea serotoninică în aceste locuri este redusă.
O problemă în aceste cercetări este dificultatea de a deosebi cauza de efect, și că aceste perturbări în neurochimia creierului pot fi în aceeași măsură și rezultat al starvației (state-dependent), și nu numai trăsături persistente care predispun pe unii la anorexie. Există, totuși, dovezi că atât trăsături de personalitate (ca anxietatea și perfecționismul) cât și tulburările sistemului serotoninic persistă și după remisia anorexiei.
ceea ce sugerează că aceste perturbații ar putea fi factori cauzali.
Studii recente sugerează de asemenea că anorexia nervoasă ar putea fi legată de un răspuns autoimun la peptide de melanotrope, care influențează apetitul și reacțiile la stres.

#### Factori nutriționali
Deficitul de zinc cauzează o scădere a apetitului, care poate degenera în anorexie nervoasă, în tulburări de apetit și mai ales într-o inadecvată nutriție. Folosirea zincului în tratamentul bolnavilor de anorexie a fost susținută din 1979 când a fost lansată de către Bakan. Cel puțin cinci experimente au arătat ca zincul ameliorează scăderea ponderală din anorexie. În 1994 un experiment dublu orb și controlat cu placebo a arătat că administrarea de zinc (14 mg/zi) a dublat rata masei corpului în anorexie.
Carența altor substanțe, ca de pildă tirozina și triptofanul, precursori ai neurotransmițătorilor monoaminici norepinefrina și serotonina, și respectiv carența de vitamina B1 (thiamina), poate contribui la acest fenomen de malnutriție indusă de malnutriție/tulburarea de alimentație.

### Factori psihologici
Numeroase cercetări asupra factorilor psihologici sugerează că anumite tendințe în gândire și percepție pot contribui la menținerea sau riscul de apariție a anorexiei.
1. tulburare a imaginii corporale despre sine
Comportamentul alimentar anorectic este considerat ca provenind din sentimente de îngrășare și de imagine despre sine ca fiind „neatractiv”. și este menținut de variate tendințe, înclinații (bias) cognitive care denaturează evaluarea de către individ a propriului corp, a alimentelor și nutriției.
Unul din cele mai cunoscute constatări este că oamenii suferind de anorexia nervoasă tind să supraestimeze dimensiunile sau grăsimea corpului lor. Un recent articol de revistă asupra cercetării în acest domeniu sugerează ca aceasta nu este de fapt o problemă de percepție, ci o problemă a evaluării informației perceptuale de către persoana afectată. Studii recente sugerează că persoane cu anorexie nervoasă au o carență într-un anumit tip de bias de încredere excesivă în sine care face ca majoritatea oamenilor să se considere mai atractivi decât sunt considerați (clasificați - rating) de alții în realitate. 
Dimpotrivă, persoanele cu anorexie nervoasă par să-și judece mai realist propria atractivitate decât persoanele neafectate de anorexia nervoasă, adică ele nu posedă acest bias, înclinație augmentatoare a stimei de sine.
2. trăsături de personalitate:
Persoanele cu anorexie nervoasă au fost găsite ca având anumite trăsături de personalitate considerate ca predispozante pentru tulburări de alimentare: un nivel înalt de obsesivitate (având gânduri intrusive despre alimente, sau despre chestiuni legate de greutatea corporală ), de ascetism, restricție (capacitate de rezistență la tentații), și nivele clinice de perfecționism (căutarea patologică de standarduri personale înalte și nevoia de control) - aceștia factorii cel mai des identificați de către cercetători.
3. co-morbiditate psihiatrică:
Frecvent există co-morbiditate: la persoanele cu anorexie nervoasa coexistă și alte dificultăți psihologice și tulburări psihiatrice, cele mai frecvente fiind: 
- depresia clinică,
- tulburarea obsesivă - compulsivă,
- una sau mai multe tulburări de personalitate: ex. tulburarea de personalitate de limită,
- abuzul de substanțe.

În peste jumătate din cazurile de anorexie nervoasă la tinere femei se diagnostichează și prezența în acelaș timp de tulburări afective (mai ales depresie) și tulburarea de personalitate de limită (borderline).(Bemporad et al. 1992, vezi M Stone)
Sunt prezente grade înalte de depresie și anxietate, chiar dacă nu întotdeauna ele îndeplinesc criteriile diagnostice ale unui sindrom specific.
4. factori cognitivi
Rezultatele cercetărilor în domeniul neuropsihologiei în anorexia nervoasă nu sunt consecvente în diversele studii și este greu de a diferenția efectele starvației asupra creierului de caracteristicile pe termen lung. Totuși, o constatare destul de fiabilă este cea a existenței unei slabe flexibilități cognitive (capacitatea de a schimba tipare de gândire, mai ales legată de functia lobilor frontali și de sistemul executiv.
Alte studii au sugerat că anorexia ar fi menținută de anumite tendințe deviante (biases) în atenție și memorie. Bias-urile atenționale par să se concentreze în special în conceptele legate de corp și dimensiunile corpului - acestea fiind mai evidente la persoanele cu anorexie. Unele studii limitate au găsit că bolnavii de anorexie au mai mare tendință de a-și aminti materiale legate decât materiale nelegate de aceste subiecte. 
Deși s-au efectuat un număr mare de cercetări în domeniul factorilor psihologici ai anorexiei nervoase, sunt relativ puține ipotezele care încearcă să explice boala în ansamblu.
Profesorul Chris Fairburn de la Universitatea Oxford și colegii, au creat ceea ce se cheamă un model „transdiagnostic”  care aspiră spre o explicație a modului în care sunt menținute anorexia nervoasă, condițiile înrudite cu ea, ca bulimia nervoasă și tulburarea de alimentare nespecifică ED-NOS. Modelul lor s-a dezvoltat odată cu terapii psihologice, mai cu seamă cognitiv-comportamentale și sugerează care sunt ariile unde clinicienii pot interveni cu tratamente psihologice. Modelul de bazează pe ideea că toate tulburările majore de alimentare (cu excepția obezității) au un număr de tipuri nucleare de psihopatologie:
- perfecționism,
- auto-apreciere scăzută,
- intoleranță la anumite stări emoționale (dificultatea de a reacționa în mod potrivit),
- dificultăți interpersonale.

Un caz renumit de comportament cel puțin parțial anorectic manifestat prin dorința obsesivă de a menține o greutate de până la maximum 50 kg (față de talia de 172 cm) prin diete excesive și exerciții fizice lungi și intense, a fost împărăteasa Austriei, Elizabeta de Bavaria, cunoscută și sub numele de Sisi sau Sissy. În ultima parte a vieții ea a trăit sub impresia acumulării a multor experiențe de doliu după morți premature și în împrejurări tragice în familia imperială.

### Factori sociali și culturali
Studii socio-culturale au pus în lumină rolul factorilor culturali în apariția anorexiei nervoase ca „alegere de simptom” (vezi M Stone).
Exemple de factori culturali:
1. Promovarea slăbirii ca formă ideală feminină în rândul națiunilor vestice industrializate, mai ales prin mass media.
Un studiu epidemiologic recent efectuat pe 989.871 de locuitori ai Suediei a indicat că: 
- sexul,
- originea etnică,
- statutul socio-economic,

au avut influențe considerabile asupra riscului de a se îmbolnăvi de anorexia nervoasă - cei având părinți ne-europeni fiind cel mai puțin afectați de această boală, iar cei provenind din familii „albe”, înstărite, având riscul cel mai ridicat.
2. Profesia
Un studiu clasic al lui Garner și Garfinkel a demonstrat că persoanele având profesii unde se exercită o deosebită presiune socială în direcția păstrării unei greutăți corporale scăzute (ca de pildă, manechinele/modelele, gimnastele și balerinele, unii interpreți din lumea filmului și a spectacolului) sunt cele mai în risc de a suferi de anorexie nervoasă în cursul carierei lor. iar cercetări ulterioare au sugerat că persoanele având anorexie au avut mai mult contact cu surse culturale care promovează reducerea greutății corporale.

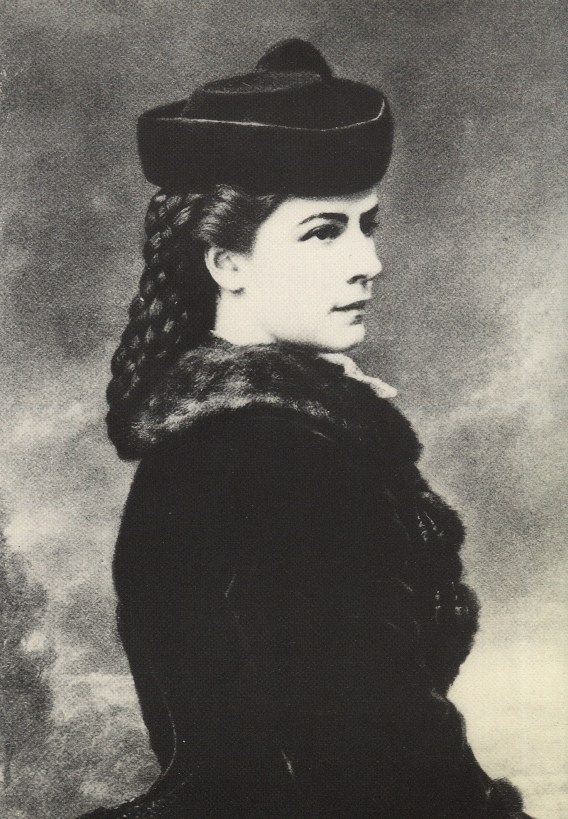
Elizabeta de Bavaria, sau "Sisi"

În 1983 lumea spectacolului din Vest a fost impresionată de decesul prin stop cardiac al căntăreței Karen Carpenter ca urmare a unei recurențe a anorexiei. Cu manifestări de anorexie nervoasă se spune că au trebuit să se măsoare și fiica lui Sigmund Freud, Anna Freud (în tinerețea ei), devenită mai apoi renumită psihanalistă, poeta Anne Sexton, gimnasta 
Christy Henrich, actrița Christina Ricci ș.a. 

Deși anorexia nervoasă este de obicei asociată cu culturile occidentale, se crede că expunerea la media din Vest a contribuit la creșterea cazurilor de boală și în țări ne-vestice. Totuși s-a constatat că în alte culturi nu există aceeași „fobie de îngrășare” ca în Vest, ci mai degrabă o scădere a poftei de mâncare însoțind celelalte semne ale tulburării. În țări și colectivități unde există frecvent foamete și subnutriție sau mari lipsuri de alimente anorexia ar fi o alegere absurdă ca mijloc de exprimare a unui conflict psihologic (vezi M Stone). Profesorul Lambo din Nigeria susținea la Congresul Mondial Psihiatric din Danemarca din 1986 ca în țara lui nu ar exista cazuri de anorexie nervoasă. 
3. Tradiții religioase - culturale de post și ascetism la femei în societăți creștine:
Exemple cunoscute din evul mediu sunt cele ale prințesei călugărițe Margit (Margareta) a Ungariei (1242 - 1271) și a călugăriței Venerabila Lukardis din Oberweimar (sec. XIII).
 
Abținerea de la mâncare a făcut parte din experiențele mistice ascetice și de mortificare ale multora din femeile sfinte din istoria medievală a bisericii catolice; după Rudolph Bell un comportament anorexic, însoțit uneori și de vărsături auto-provocate, au caracterizat jumătate din cele 170 de femei sfinte din Evul Mediu a căror biografie le-a cercetat (R. Bell „Anorexia sacră”). Cazul cel mai faimos a fost al Sfintei Ecaterina de Siena (Caterina Benincasa) (1347 - 29 aprilie 1380). 

În veacurile precedente, inclusiv în secolul al XIX-lea, în epoca victoriană în Marea Britanie, dar și în SUA au devenit faimoase unele cazuri de „fete postitoare”,(fasting girls), care, ca un fel de minune a naturii („fata care nu mănâncă”) inspirau ori un respect mistic ori curiozitate ca pentru un fenomen patologic de circ. Așa au fost Sarah Jacob, „fata care nu mănâncă din Wales”, Mollie Fancher sau Enigma din Brooklyn. Unele puteau fi cazuri de patologie psihică, inclusiv de probabila anorexie nervoasă, isterie (ori personalitate disarmonică) sau de schizofrenie. Uneori erau suspectate de înșelătorie și deveniseră obiect de investigație medicală. 

Motivații filosofice și religioase creștine de puritate și acceptarea suferinței și a morții pentru dragostea de adevăr au însoțit și deprivația alimentară la care s-a supus filosoafa franceză de origine evreiască Simone Weil, decedată de starvație la 34 ani în 1943.

4. Alți factori psiho-sociali: abuzuri sexuale.
Pacientele diagnosticate cu tulburări alimentare au avut și o istorie mai încărcată de experiențe de abuz sexual în copilărie (până la 50 % din cazurile internate în spitale, cu o prevalență mai mică la cele tratate ambulator) (deși Waller 1991,1992 în Anglia a găsit că acest procent de 50% este egal cu cel din rândul femei lor din populația generală!). Deși trecutul de abuz sexual nu este considerat un factor de risc specific pentru anorexie (în schimb este un factor de risc pentru tulburări psihiatrice în general), cele care au suferit astfel de abuzuri au riscul mai crescut de a avea forme mai severe și cu simptome cronice.
Între femeile suferinde de tulburări de alimentare s-a constatat că în istoria celor cu anorexie nervoasă pură se găsesc procentele cele mai mici de cazuri raportate de abuzuri sexuale (incestuoase sau extrafamilale) în copilărie (6 %) față de pacientele pur bulimice - (75%) (Waller 1991,1992; Steiger și Zanko, Montreal 1990).
Internetul a ușurat comunicarea dintre bolnavele de anorexie și bulimie în afara mediului curativ, cu mult mai reduse riscuri de respingere în contactele sociale decât în societatea mainstream. Au apărut o varietate de website-uri. Unele aparținând unor persoane având anorexie, altele ale unor persoane vindecate, iar altele ale unor persoane de profesii curative. Majoritatea acestor site-uri sprijină concepția medicală că anorexia este o tulburare care poate fi vindecată, deși unele persoane afectate de anorexia nervoasă au format comunități online pro-ana care refuză abordarea medicală și susțin că anorexia este „opțiunea pentru un anumit stil de viață”. Acestea din urmă folosesc internetul ca un mijloc de susținere și schimbă între ele rețete de mijloace pentru scăderea greutății (weightloss tips).
Aceste site-uri au fost subiectul unui interes crescut în media, atrăgând atenția asupra faptului ca ele încurajează tinerele femei să adopte sau să persiste în comportamente anorectice, și de aceea unele (site-uri) au fost scoase din funcție.

## Prognosticul
Anorexia este considerată ca fiind una din tulburările psihiatrice cu o rată înaltă de mortalitate: circa 10 %. Și rata de sinucidere la bolnavii de anorexie este mai mare decât în populația generală și este considerată a fi o cauză majoră de deces. Un studiu recent a sugerat că „mai puțin de jumătate din bolnavi se vindecă complet, o treime se ameliorează”, iar „20 % rămân suferinzi cronici”. În Suedia și Danemarca ratele de sinucidere (ca și la adolescenți în general) sunt chiar mai mari decât la bolnavele de anorexie din SUA (Theander 1982, vezi M Stone).
Factori de prognostic nefavorabil (vezi M Stone):
1. spitalizări numeroase,
2. greutate corporală extrem de scăzută,
3. distorsiuni quasi-delirante ale imaginii corporale (overvalued ideas la limita deziluziilor sau delirului).

Pacienții cronici rămân și după ameliorarea simptomelor anorexice cu probleme de personalitate care necesita lungi psihoterapii - de orientare analitică, cognitivă sau suportivă.

## Epidemiologie: incidența, prevalența, demografie
Majoritatea cercetărilor asupra incidenței și prevalenței anorexiei s-au făcut în țările industrializate din Occident, astfel încât rezultatele lor nu sunt în general aplicabile în afara acestor arii. Totuși, recente articole de revistă ale studiilor de epidemiologie a anorexiei au sugerat o incidență de 8 - 13/100.000 pe an și o prevalență medie de 0,3%, folosindu-se criteriile stricte de diagnostic.
Aceste studii au confirmat opinia că această tulburare afectează în mare măsură tinere adolescente, cele între 15 - 19 ani reprezentând peste 40 % din cazuri. În mjoritatea cazurilor, este puțin probabil ca pacienta să fi avut un contact cu serviciile de sănătate psihică. În total, 90% din cazurile de anorexie nervoasă sunt femei. Fosson et al.(1987, vezi M Stone) au descris cazuri de anorexie nervoasă la fetițe pre-pubertare înainte de menarhă (apariția menstruației).

## Tratament
- Cura de creștere în greutate: Prima linie de tratament pentru anorexia nervoasă se concentrează pe imediata creștere în greutate - mai ales în cazurile care necesită spitalizare. În cazuri deosebit de grave, se pot aplica ordine de spitalizări forțate acolo unde legislația o permite. În majoritatea cazurilor persoanele bolnave sunt tratate ambulator, de către medici, psihiatri, psihologi clinici și alte profesii din domeniul sănătății mentale.
- Psihoterapia individuală. Un studiu de revistă clinică a sugerat că psihoterapia este o formă efectivă, care poate duce la restaurarea greutății, reapariția menstruației la paciente, și o ameliorare a funcției psihologice și sociale, în comparație cu eșantioane care au primit numai programe educaționale sau simplu suport.[32]
  - psihoterapia psihodinamică (de orientare psihoanalitică) promovată mai ales de Hilde Bruch (1973).
  - psihoterapia comportamentală:
    - tehnici de reinforcement pozitiv (Agras et al 1974) - în condiții de spital: gratificarea pacientului cu un anumit privilegiu (ex. vizionarea unui program de televiziune, permiterea întâlnirii cu un prieten, etc.) în cazul unui anumit câștig în greutate într-o anumită perioadă de timp.
    - psihoterapia comportamentală - cognitivă - (K Halmi 1985, Garner & Bemis 1985). Totuși articolul de revistă menționează faptul că există numai un număr prea mic de experimente controlate randomizate pentru a susține această recomandare, și nici o formă specifică de psihoterapie nu prezintă un avantaj de ansamblu în comparație cu celelalte.
- Terapia de familie a fost găsită de asemenea ca un tratament efectiv pentru adolescente cu anorexie.[33] și mai ales o metodă pusă la punct la Spitalul Maudsley - larg folosită și cu rezultate pozitive de ameliorare clinică în timp.[34] În anorexie sunt deseori evidente lupte de putere între fiică și mamă, temeri de asumare a rolului adult de soție și mamă, (îngrășarea devenind în ochii pacientei o echivalență a gravidității).
- Tratamente medicamentoase, ca SSRI și alte medicamente antidepresante, nu au fost găsite in general eficiente pentru anorexia nervoasă.[35] ori pentru prevenirea relapse-ului [36] Totuși s-a menționat rezerva ca nu există suficiente cercetări adecvate în acest domeniu.

Medicamente antidepresive sunt prescrise de obicei în anorexie, aceasta pentru cura depresiei și anxietății coexistente. Suplimentarea cu Zinc 14 mg/zi este recomandată ca tratament de rutină în anorexia nervoasă, aceasta după ce un studiu a arătat dublarea greutății corpului după începerea tratamentului cu zinc. Mecanismul de acțiune presupus în acest caz ar fi creșterea eficienței neurotransmisiunii în diverse părți ale creierului, inclusiv în amigdală. După un aport adecvat de zinc apare o creștere a poftei de mâncare.
- Tratamente de grup. Există de asemenea terapii de grup în cadrul unor asociații non-profit și a unor comunități, care oferă suport și îndrumare persoanelor suferind de anorexie și aparținătorilor sau apropiaților lor.

## Mai mult
- Ginette Raimbault, Caroline Eliacheff -

 Les Indomptables - Figures de l'anorexie ,Editions Odile Jacob, col.Points, 1989,Paris 
- R.M.Bell  - Holy Anorexia,The University of Chicago Press , 1985